# القبض على نغو دينه ديم واغتياله

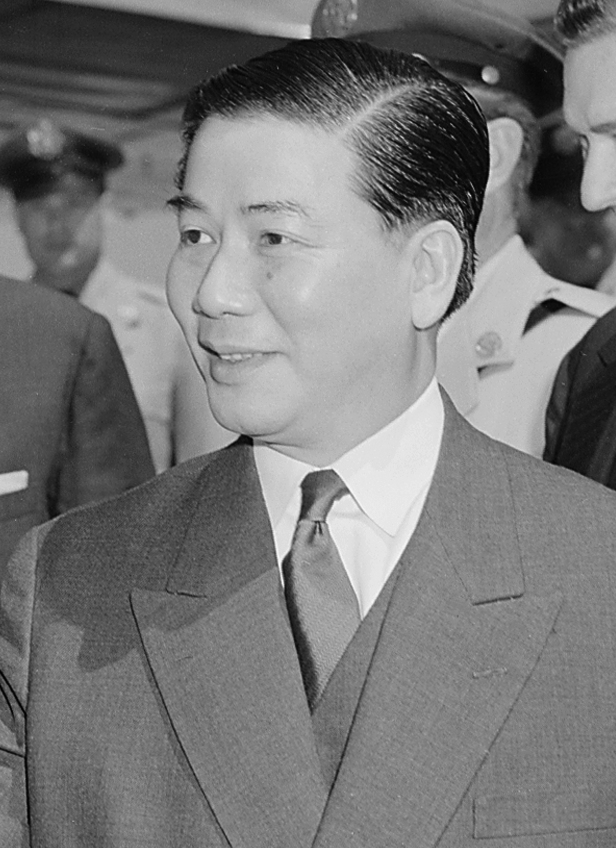
نغو دينه ديم

احتل خبر اعتقال رئيس جنوب فيتنام 'نغو دينه ديم' واغتياله صدارة قائمة نجاح وكالة الاستخبارات الأمريكية (سي آي إيه) الداعمة للانقلاب العسكري الذي قام به الجنرال 'دونغ فان مينه' في نوفمبر عام 1963. في الثاني من نوفمير1963، تم القبض على 'ديم' واخيه الأصغر 'نغو دينه نهو' عقب نجاح الجيش الجمهوري الفيتنامي في الحصار الدموي الذي استمر ليلة كاملة على قصر الإمبراطور«جيا لونج» في مدينة سايغون. وجاء ذلك الانقلاب نتيجة لممارسة الاسرة الحاكمة بجنوب فيتنام للدكتاتورية والمحسوبية لمدة تسع سنوات. وكان الاستياء من نظام'ديم' يزداد ببطء حتى وصل إلى ذروته واندلعت احتجاجات حاشدة للبوذيين تندد بسياسية التمييز الديني عقب قيام الحكومة بإطلاق النار على متظاهرين تحدوا الحكومة ورفعوا علم البوذية. وكان الاستياء من نظام ديم يزداد ببطء حتى وصل إلى ذروته واندلعت احتجاجات حاشدة للبوذيين تندد بسياسية التمييز الديني عقب قيام الحكومة بإطلاق النار على متظاهرين تحدوا الحكومة ورفعوا علم البوذية.
وعندما اقتحم المتمردون القصر كان الآخين ديم ونهو قد فروا منه إلى ملجأ آمن لمواليين لهم في مدينة تشولون. وظل كل منهم على اتصال مع المتمردين من خلال حلقة وصل مباشرة بين القصر وملجأهم وتمكنوا من تضليلهم أنهم لا يزالوا داخل القصر. وسرعان ما وافق الآخين على الاستسلام بعد أن وعدهم المتمردون بالخروج الآمن ولكن قامت قوات الجيش الجمهوري الفيتنامي -عقب القاء القبض عليهم- بإهدامهم خلف ناقلة أفراد مصفحة أثناء رحلة العودة إلى مقر القيادة العسكرية «قاعدة تان سون ناهت الجوية». وفي حين لم يتم إجراء أي تحقيق رسمي في حادثة الاغتيال، وقعت مسئولية قتلهم على النقيب نجوين فان نهونج والرائد دونغ هيونجيا- حراس الجنرال مينه- أثناء حراستهم لهم في الرحلة.

## خلفية تاريخية
سلك ديم طريقه السياسي منذ طفولته؛ تولى أول منصب سياسي له في يوليو 1954 عندما قام رئيس الدولة حين ذاك الأمبراطور السابق باو داي بتعيينه رئيس وزراء دولة فيتنام. وفي ذلك الوقت، تم تقسيم فيتنام بموجب مؤتمر جنيف عقب هزيمة قوات الأتحاد الفرنسي في معركة ديان بيان في الوقت الذي كانت فيه ولاية فيتنام تحكم جنوب منطقة خط عرض 17 الفاصل بين فيتنام الشمالية والجنوبية. وكان من المفترض أن يكون التقسيم مؤقتًا وعلى أن تقوم انتخابات حرة لعام 1956 تهدف إلى إنشاء حكومة لأمة موحدة. وفي الوقت نفسه، خاض ديم وباو ضاي صراعًا على السلطة. كان باو داي يكره ديم لكنه اختار لهذا المنصب على أمل أن يجذب المساعدات الأمريكية. ووصل الصراع إلى ذروته عندما قرر ديم إجراء استفتاء عام 1955 على ما إذا كانت فيتنام الجنوبية تصبح جمهورية. وفاز اخيه الأصغر ديم بالاستفتاء بعد أن قام بتزويره وأعلن نفسه رئيسًا لجمهورية فيتنام الجديدة.
ورفض ديم إجراء الانتخابات على أساس أن دولة فيتنام ليست دولة موقعة على اتفاقات مؤتمر جنيف. ثم بدأ يستأنف نظامه القائم على الديكتاتورية والمحسوبية لمرة آخرى. وتم تحرير دستورًا صوريًا استعمله ديم لإصدار قوانين في شكل مراسيم مانحًا نفسه بطريقة تعسفية الحق في اتخاذ قرارات تخص حالات الطواريء. وأمر بسجن المعارضين من الشيوعيين والقوميين وإعدام الآلاف وأصبح تزوير الانتخابات أمر روتيني. وتم تهديد مرشحي المعارضة بإتهامهم بالتآمر مع جبهة الفيت كونغ وعقوبة ذلك الإعدام وفي مناطق عديدة تم إرسال اعداد كبيرة من قوات الجيش الجمهوري الفيتنامي لزيادة الأصوات بصناديق الأقتراع.
وولى ديم مقاليد الحكم لأخويه وصهورهم. ومنح قوات الجيش الفيتنامي الجمهوري امتيازات على أساس الدين والولاء وليس على أساس الكفاءة. وقد فشلت محاولتين لخلع ديم: ففي عام 1960، تم قمع محاولة انقلاب لجنود المظلات بعدما قام ديم بوقف المفاوضات لمنح وقت للمواليين لإخفاق هذه المحاولة، وايضًا في عام 1962 فشلت محاولة طيارين بالقوات الجوية لتفجير القصر بهدف التخلص من ديم. وكانت الأغلبية البوذية في جنوب فيتنام مستاءة من تحيز ديم الشديد للكاثوليكيين. فكان يتم ترقية موظفي الحكومة وضباط الجيش على أساس التمييز الديني وكانت العقود الحكومية والمساعدات الاقتصادية الأمريكية والامتيازات التجارية والضريبية تمنح فقط للكاثوليكيين. وكانت الكنيسة الكاثوليكية هي القوة الأكثر تحكم في امتلاك الأراضي وكانت الأراضي التي تمتلكها معفاه من الإصلاح الزراعي. وفي الريف تم إعفاء الكاثوليكيين بشكل فعلي من العمل بنظام السخرة وايضًا في بعض المدن كون بعض الكهنة الكاثوليكيين جيوش خاصة لمحاربة القرى البوذية. لذلك نتيجة لاستياء العامة من حكم ديم ونهو، خرجت حشود من المعترضين في صيف 1963 تندد بمقتل تسعة بوذيين على يد قوات شرطة ديم وجيشه بيوم «فيزاك»، يوم ميلاد غوتاما بودا.